# Pierre Gallien
Pierre Gallien   (Le Perreux-sur-Marne, 19 d'octubre de 1911 - Barcelona, 28 de maig de 2009) va ser un ciclista francès que fou professional entre 1935 i 1939. El seu èxit esportiu més destacat fou una etapa al Tour de França de 1939.

## Palmarès
- 1936
  - 1r a la Turul Romaniei
- 1939
  - Vencedor d'una etapa al Tour de França
  - Vencedor d'una etapa a la Volta al Marroc

### Resultats al Tour de França
- 1937. 8è de la classificació general
- 1938. 15è de la classificació general
- 1939. 16è de la classificació general. Vencedor d'una etapa